# Tepui Yuruaní
Yuruaní é um dos tepuis da Venezuela, localizado no município de Gran Sabana, no estado de Bolívar.